# Шахматная олимпиада 2002
35 шахматная олимпиада проходила с 25 октября по 11 ноября 2002 года в городе Блед (Словения). В турнире принимали участие 136 мужских и 92 женских команды.
Главным судьей был опытный голландский арбитр Гверт Гийссен (англ. Geurt Gijssen).
Соревнования проходили по швейцарской системе в 14 туров. Пары были определены компьютерной жеребьевкой.

## Составы команд

#### Россия
Каспаров, Грищук, Халифман, Морозевич, Свидлер, Рублевский

#### Венгрия
Леко, Ю. Полгар, Алмаши, Дьимеши, Рук, Ач

#### Армения
Акопян, Лпутян, Асрян, Саркисян, Минасян, Анастасян

#### Грузия
Азмайпарашвили, Стуруа, Мчедлишвили, Джобава, Изория, Гагунашвили

#### Китай
Е Цзянчуань, Сюй Цзюнь, Чжан Чжун, Бу Сянчжи, Ни Хуа, Чжан Пэнсян

#### Нидерланды
ван Вели, И. Соколов, Тивяков, ван ден Дул, Нейбур, С. Эрнст

#### Англия
Адамс, Шорт, Спилмен, Макшейн, Конквест, Эммс

#### Словакия
Мовсесян, Фтачник, Тимощенко, Маркош, Маник, Плахетка

#### Израиль
Гельфанд, Смирин, Сутовский, Псахис, Аврух, Хузман

#### Югославия
Любоевич, Дамлянович, Иванишевич, Ковачевич, Илинчич, Пикула

## Итоговая таблица
| Место | Страна               | Очки |
| ----- | -------------------- | ---- |
| 1     | Россия               | 38½  |
| 2     | Венгрия              | 37½  |
| 3     | Армения              | 35   |
| 4     | Грузия               | 34   |
| 5     | Китай                | 33½  |
| 6     | Нидерланды           | 33½  |
| 7     | Англия               | 33½  |
| 8     | Словакия             | 33   |
| 9     | Израиль              | 33   |
| 10    | СР Югославия         | 33   |
| 11    | Северная Македония   | 33   |
| 12    | Швейцария            | 33   |
| 13    | Польша               | 32½  |
| 14    | Украина              | 32½  |
| 15    | Босния и Герцеговина | 32½  |
| 16    | Германия             | 32½  |

| Место | Страна      | Очки |
| ----- | ----------- | ---- |
| 17    | Беларусь    | 32½  |
| 18    | Чехия       | 32½  |
| 19    | Испания     | 32½  |
| 20    | Узбекистан  | 32½  |
| 21    | Литва       | 32   |
| 22    | Исландия    | 32   |
| 23    | Хорватия    | 31½  |
| 24    | Франция     | 31½  |
| 25    | Греция      | 31½  |
| 26    | Дания       | 31½  |
| 27    | Болгария    | 31½  |
| 28    | Румыния     | 31   |
| 29    | Индия       | 31   |
| 30    | Азербайджан | 31   |
| 31    | Молдова     | 31   |
| 32    | Швеция      | 31   |

| Место | Призёры |
| ----- | --- |
| 1     | Гарри Каспаров, Александр Грищук, Александр Халифман, Александр Морозевич, Пётр Свидлер, Сергей Рублевский |
| 2     | Петер Леко, Юдит Полгар, Золтан Алмаши, Золтан Дьимеши, Роберт Рук, Петер Ач                               |
| 3     | Владимир Акопян, Смбат Лпутян, Карен Асрян, Габриэл Саркисян, Арташес Минасян, Ашот Анастасян              |